# Stade Suruceni
 (avril 2025).
Le stade Suruceni est un stade de football moldave basé à Suruceni.
Ce stade de 1 000 places accueille les matches à domicile du FC Sfintul Gheorghe et du CF Găgăuzia, clubs évoluant dans le championnat de Moldavie de football.

## Galerie

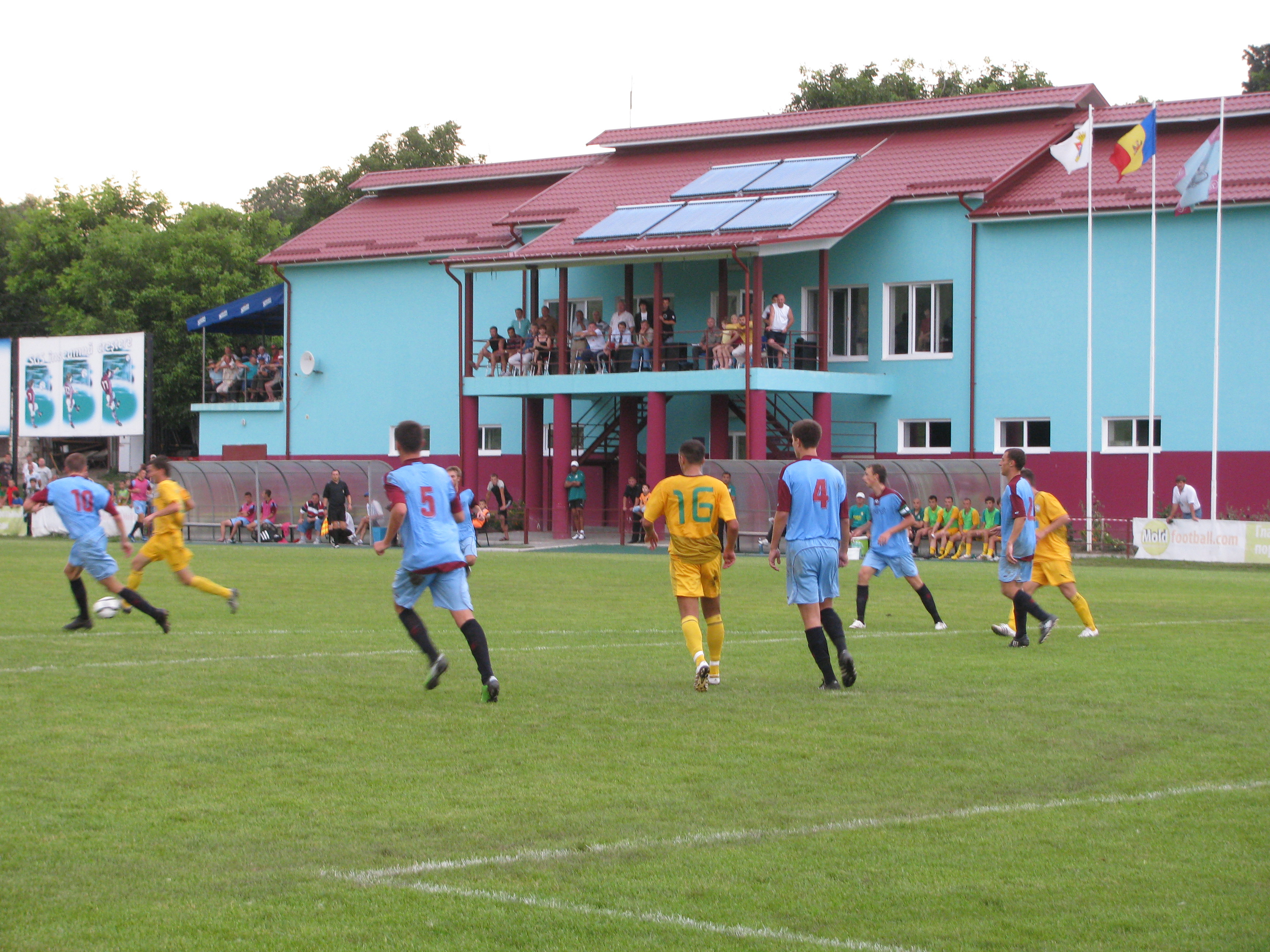
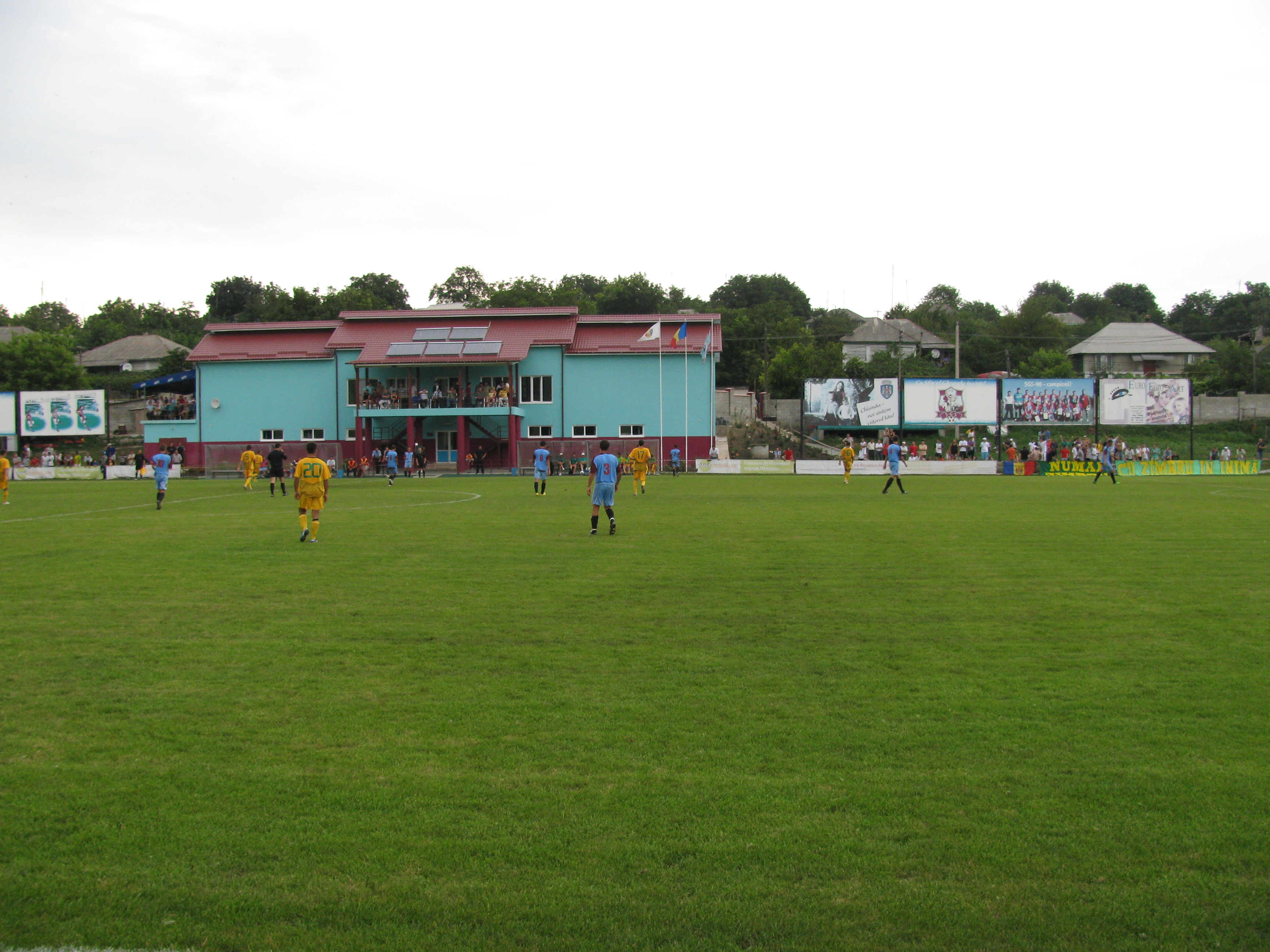
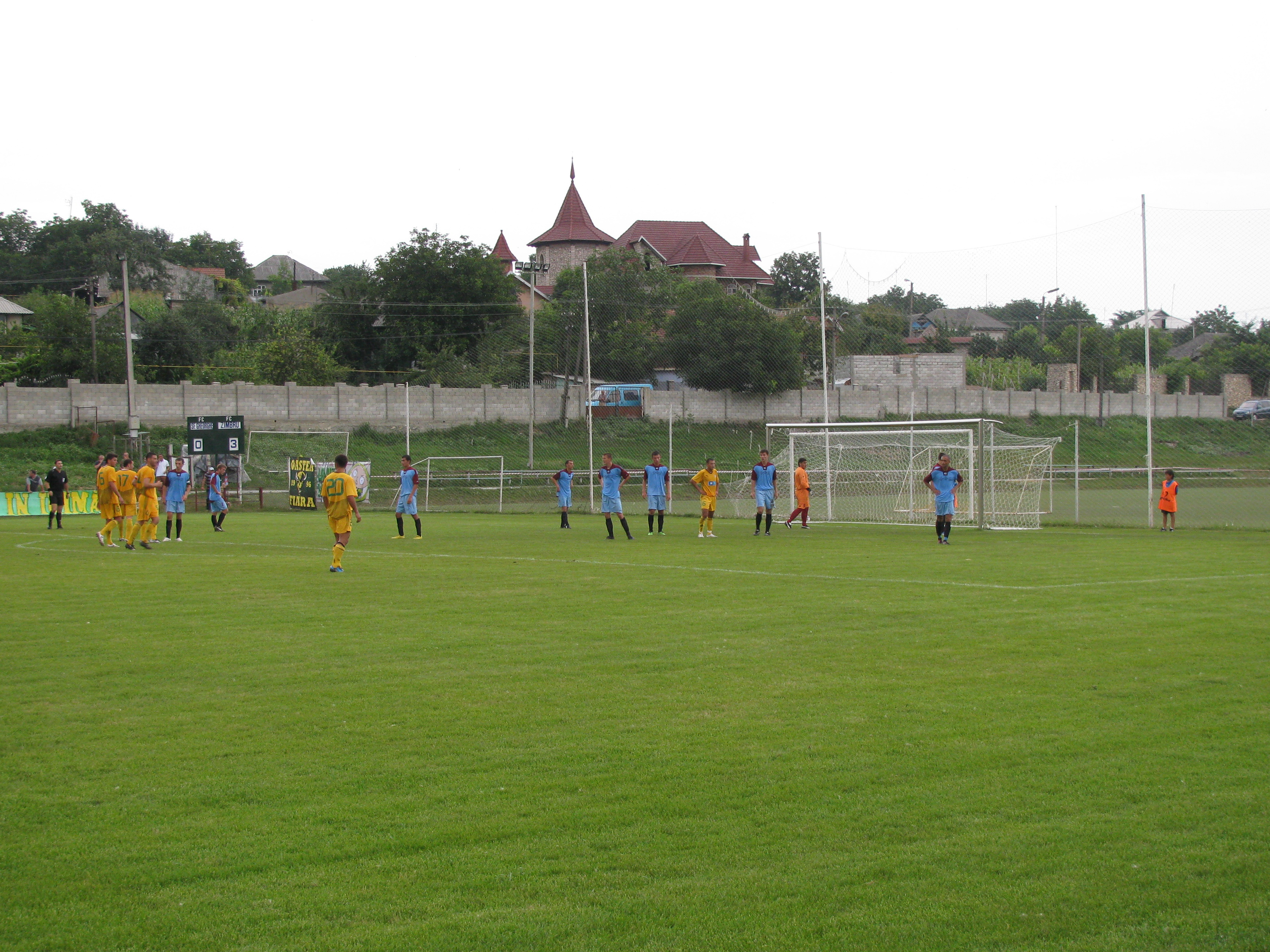
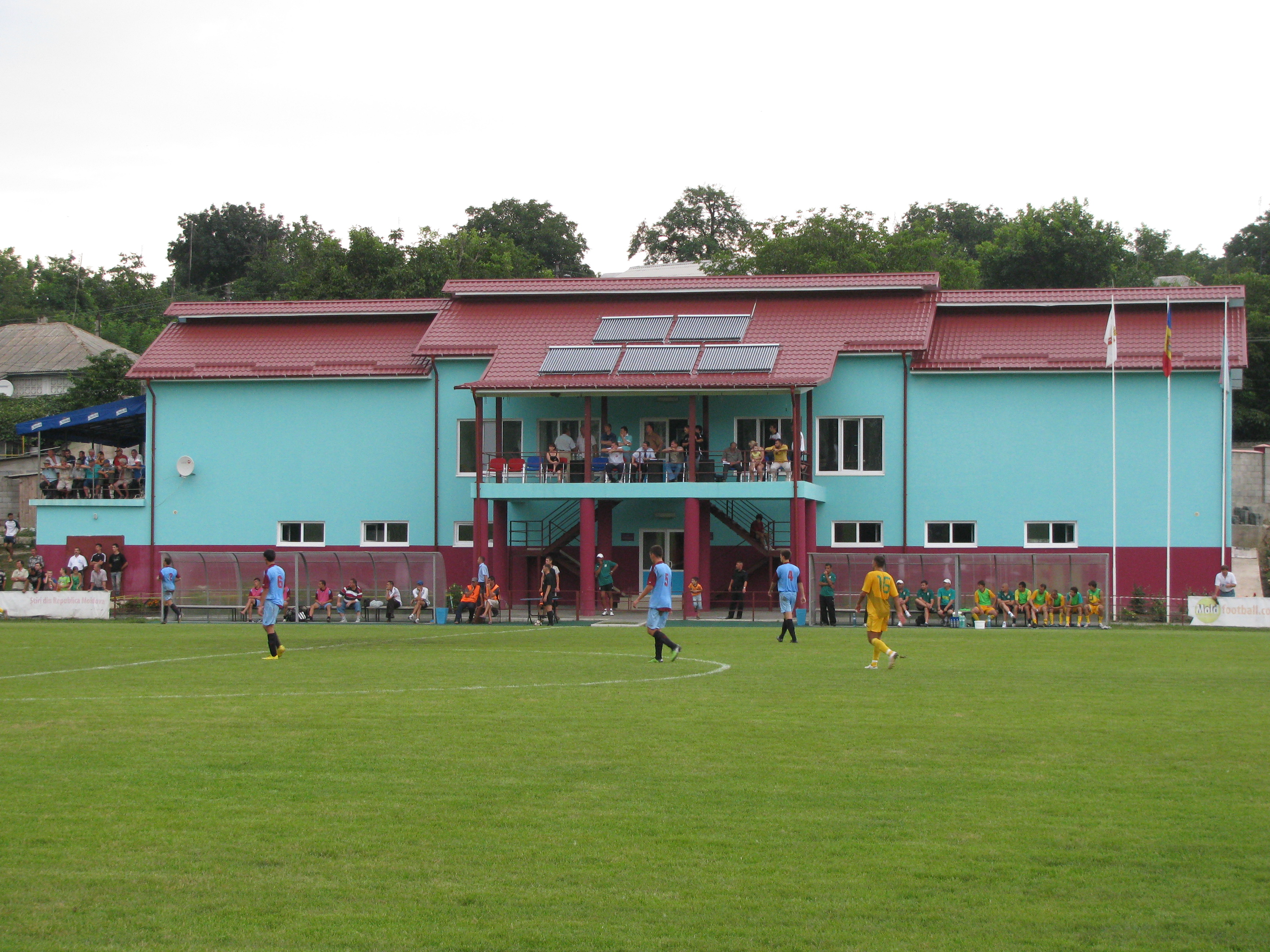